# 東洋町 (宝塚市)
東洋町（とうようちょう）は兵庫県宝塚市に存在する町丁。郵便番号は、665-0032。

## 概要
東洋町には宝塚市役所や水道局などの市の施設がある。

## 世帯数と人口
2022年（令和4年）10月1日現在の世帯数と人口は以下の通りである。
| 町丁   | 世帯数  | 人口  |
| ------ | ------- | ----- |
| 東洋町 | 359世帯 | 834人 |

## 小・中学校の学区
市立小・中学校に通う場合、学区は以下の通りとなる。
| 町丁   | 街区         | 小学校             | 中学校             |
| ------ | ------------ | ------------------ | ------------------ |
| 東洋町 | 1番          | 宝塚市立末広小学校 | 宝塚市立宝梅中学校 |
| 東洋町 | 2、3、5-10番 | 宝塚市立末成小学校 | 宝塚市立高司中学校 |

## 交通
東洋町には鉄道はない。

## 施設
- 宝塚市役所
- 水道局